# Palais Suan Pakkad

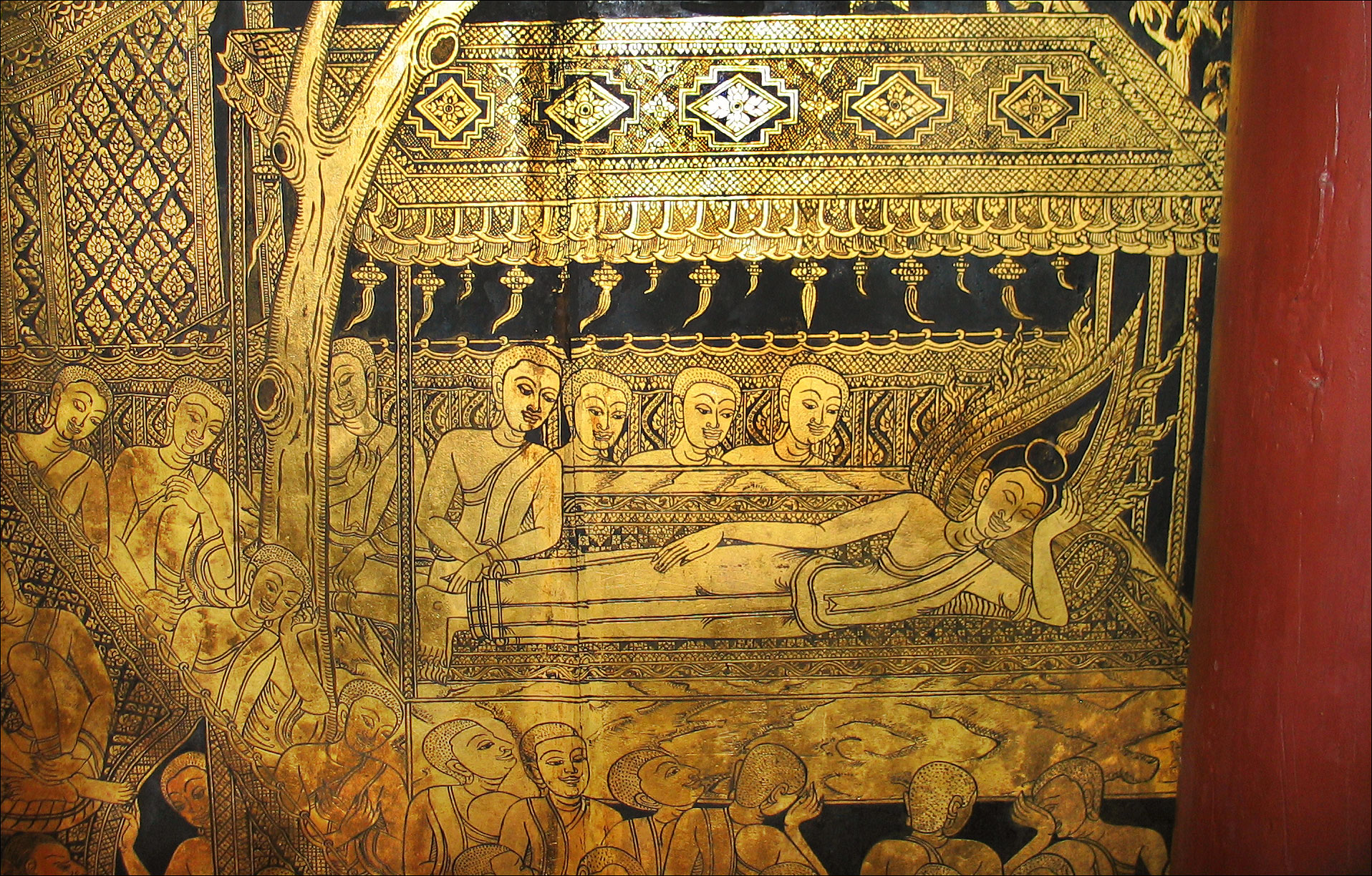
Détail du pavillon de laque : Bouddha couché.

Le palais Suan Pakkad, ou Suan Pakkard (thaï : สวนผักกาด ; Suan Phak Kat) est un musée de Bangkok, en Thaïlande. Il se trouve sur Sri Ayutthaya Road,  Ratchathewi, au sud du Monument de la victoire. Il présente des antiquités thaïs, notamment des poteries de Ban Chiang de plus de 4 000 ans. À l'origine, le palais était la résidence du prince Chumbhotpong Paripatra (1904–1959) et de son épouse, qui l'ont transformé en musée, ouvert en 1952. Il possède quatre maisons traditionnelles thaïs, reliées par une galerie couverte. La galerie Marsi présente des objets d'art.
Le nom Suan Pakkad se traduit par « jardin de choux » mais sa collection de pavillons traditionnels est un des meilleurs exemples d'architecture domestique traditionnelle de la ville. Le pavillon de laque, le plus spectaculaire, a plus de 450 ans.